# Bataille de Millesimo
Pour un article plus général, voir Campagne d'Italie (1796-1797).
Première Coalition
Batailles

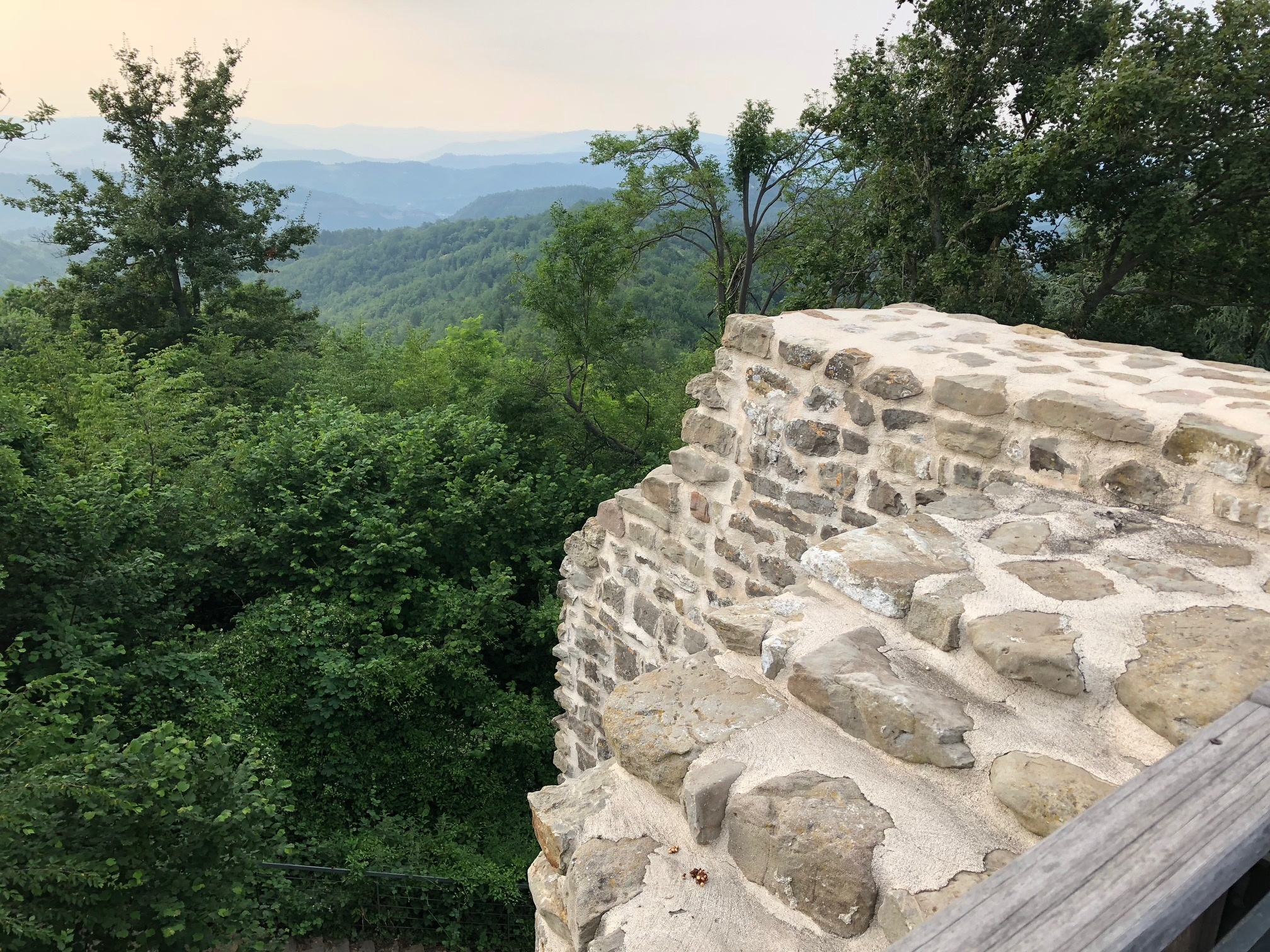
Prise de vue depuis le château de Cosseria

La bataille de Millesimo a lieu le 13 avril 1796 près de la ville de Millesimo, en Italie. C'est une victoire du général français Augereau sur les Sardes du général Provera.

## Campagne précédant la bataille
La campagne d’Italie a commencé par une victoire française à la bataille de Montenotte. L’armée du royaume de Piémont-Sardaigne (on appelle donc indifféremment leurs troupes les Piémontais ou les Sardes), recule à travers les montagnes pour protéger l’accès au Piémont.

## Forces en présence
Les ordres de bataille suivants, se reportant aux effectifs en présence au matin du 13 avril, ont été établis d'après l'ouvrage de Fabry Campagne de l'armée d'Italie 1796-1797 et les rapports historiques des régiments de l'armée d'Italie.

### Ordre de bataille piémontais
Feldmarschall-Leutnant Giovanni Provera, commandant en chef
- Gyulai FreiKorps — 7 compagnies de Grenzers, 700 hommes
- Chasseurs volontaires, capitaine Viglietti — 1 compagnie, 50 hommes
- Fusiliers du régiment « La Marine » — 2 compagnies, 120 hommes
- Fusiliers du régiment « Monferrato » — 2 compagnies, 120 hommes
- Fusiliers du régiment « Susa » — 2 compagnies, 120 hommes
- 3e régiment de grenadiers sardes, lieutenant-colonel Filippo del Carretto (it) — 569 hommes

### Ordre de bataille français
Général de division Pierre Augereau, commandant en chef
- 1re brigade « de bataille » : général de brigade Philippe Romain Ménard — 1 009 hommes
  - 1er, 2e et 3e bataillons de la 8e demi-brigade légère
- 2e brigade : général de brigade Barthélemy Catherine Joubert — 1 786 hommes
  - 55e demi-brigade de ligne — 1 bataillon
  - 1er, 2e et 3e bataillons de la 3e demi-brigade légère
  - Artillerie — 3 canons
    - Artillerie de campagne de 8 livres — 1 pièce
    - Artillerie légère de campagne de 3 livres — 2 pièces
    - Sapeurs du 6e bataillon
- 3e brigade : général de brigade Claude-Victor Perrin — 1 148 hommes
  - 1er, 2eb et 3e bataillons de la 69e demi-brigade de ligne
- 4e brigade : général de brigade Pierre Banel — 2 073 hommes
  - 1er et 2e bataillons de la 39e demi-brigade de ligne
- Cavalerie
  - 7e régiment bis de hussards — détachement
- Artillerie — 6 canons
  - Artillerie légère de montagne de 3 livres — 2 pièces
  - Artillerie de montagne de 4 livres — 4 pièces
- Réserve d'artillerie — 6 canons
  - Artillerie de campagne de 8 livres — 3 canons
  - Artillerie légère de montagne de 3 livres — 2 canons
  - Obusiers — 1 pièce

## Déroulement de la bataille

### 13 avril 1796

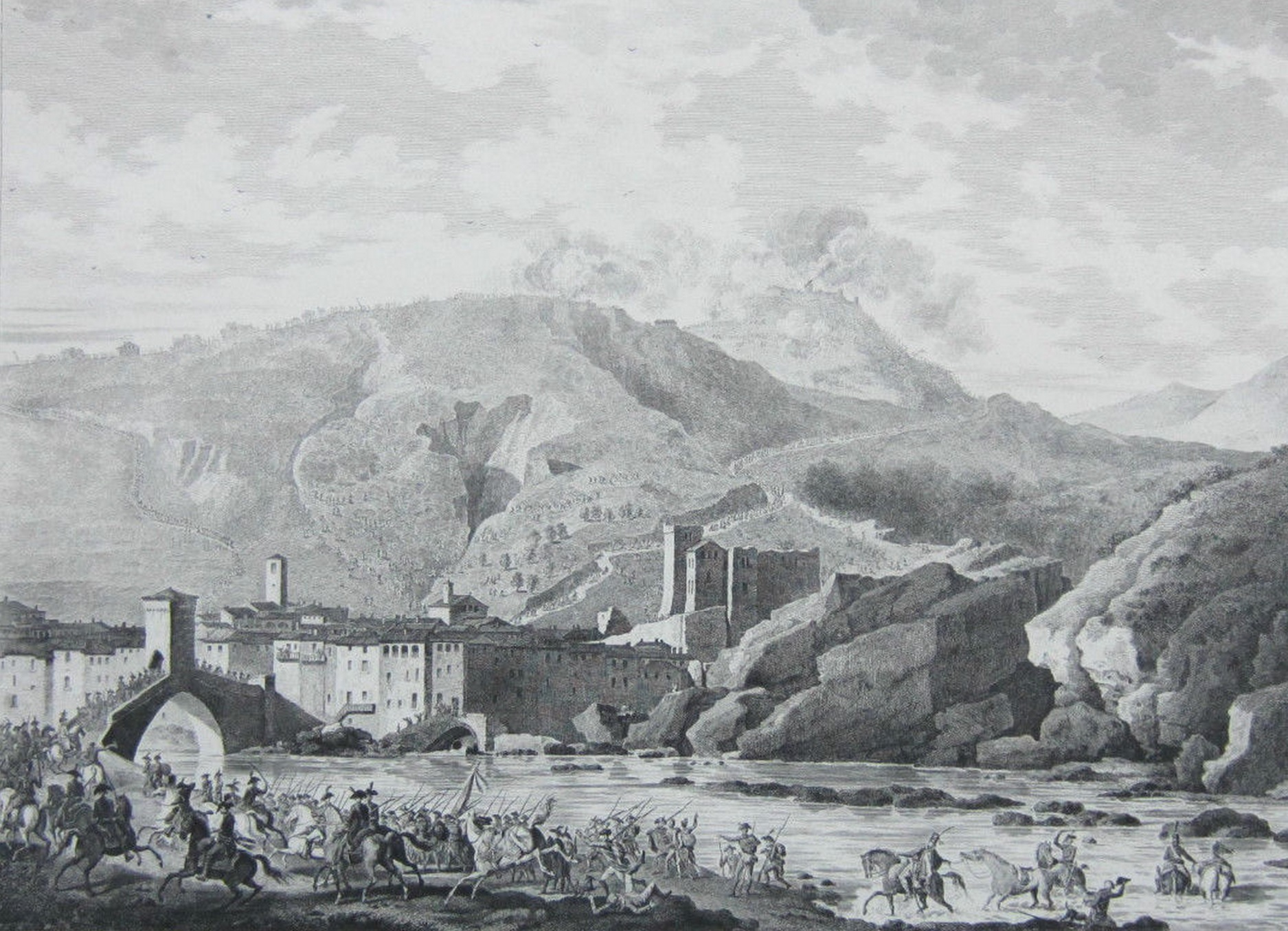
Représentation de la bataille de Millesimo par Horace Vernet.

Vers 3 heures, les Français opèrent l'encerclement des positions de Provera par un mouvement fulgurant : Banel, de Biestro, attaque les avant-postes piémontais. Il fait descendre sur Millesimo le 3e bataillon de la 39e demi-brigade qui franchit la rivière Bormida par le pont de Millesimo, coupant du même coup les communications entre les Piémontais. Les deux autres bataillons aident à cerner l’ennemi vers Cosseria. Ménard, sur le chemin du retour en direction de Carcare, avec la 8e demi-brigade légère reçoit l’ordre de marcher sur les Piémontais vers Cosseria, amputé de ses carabiniers et de trois détachements (200 hommes). Joubert remonte les collines au nord de Cosseria en surprenant près de Bric du Caballo et Bric Pattaria les troupes du comte Belgiojoso (IR no 44) et du comte Strassoldo (IR no 27), qui se retirent précipitamment au-delà du fleuve Bormida et de Millesimo, sur les hauteurs de Cengio.

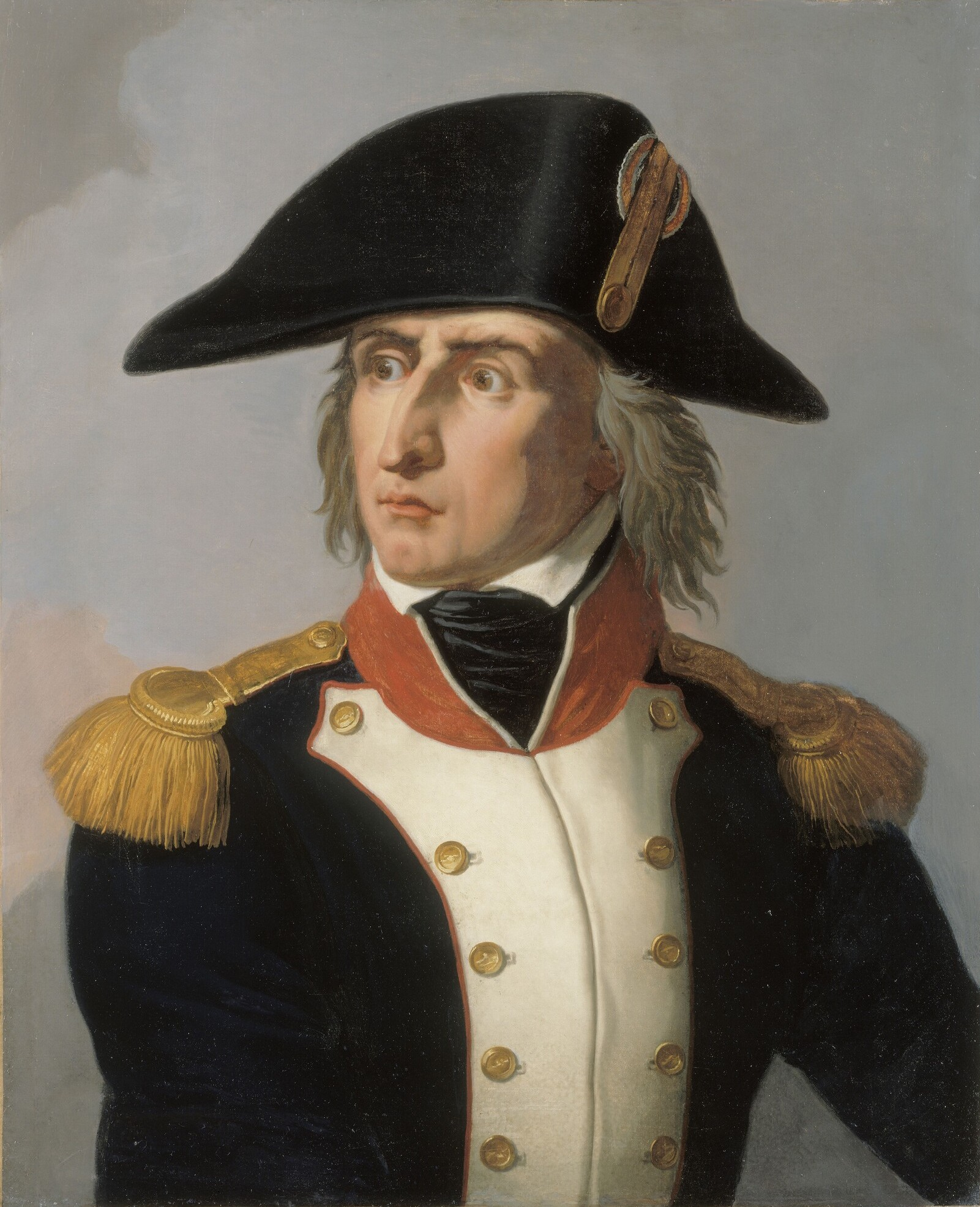

Provera tente de garder le contact avec les Sardes. Il recule vers le Piémont à la suite de la bataille de Montenotte. Le feld-maréchal, resté avec sept compagnies du FK Giulay (700 hommes) et un petit groupe de milice piémontaise (30 hommes du capitaine Viglietti), entouré par l'ennemi, n'a pas d’autre choix que de se réfugier dans le château en ruine de Cosseria où il retrouve, descendu de Montezemolo et ayant traversé en combattant Millesimo occupé par les Français, le lieutenant-colonel Filippo Del Carretto di Camerano, commandant un bataillon de grenadiers (569 hommes) et six compagnies d’infanterie (2 du régiment La Marine, 2 du régiment Monferrato et 2 du régiment Susa).

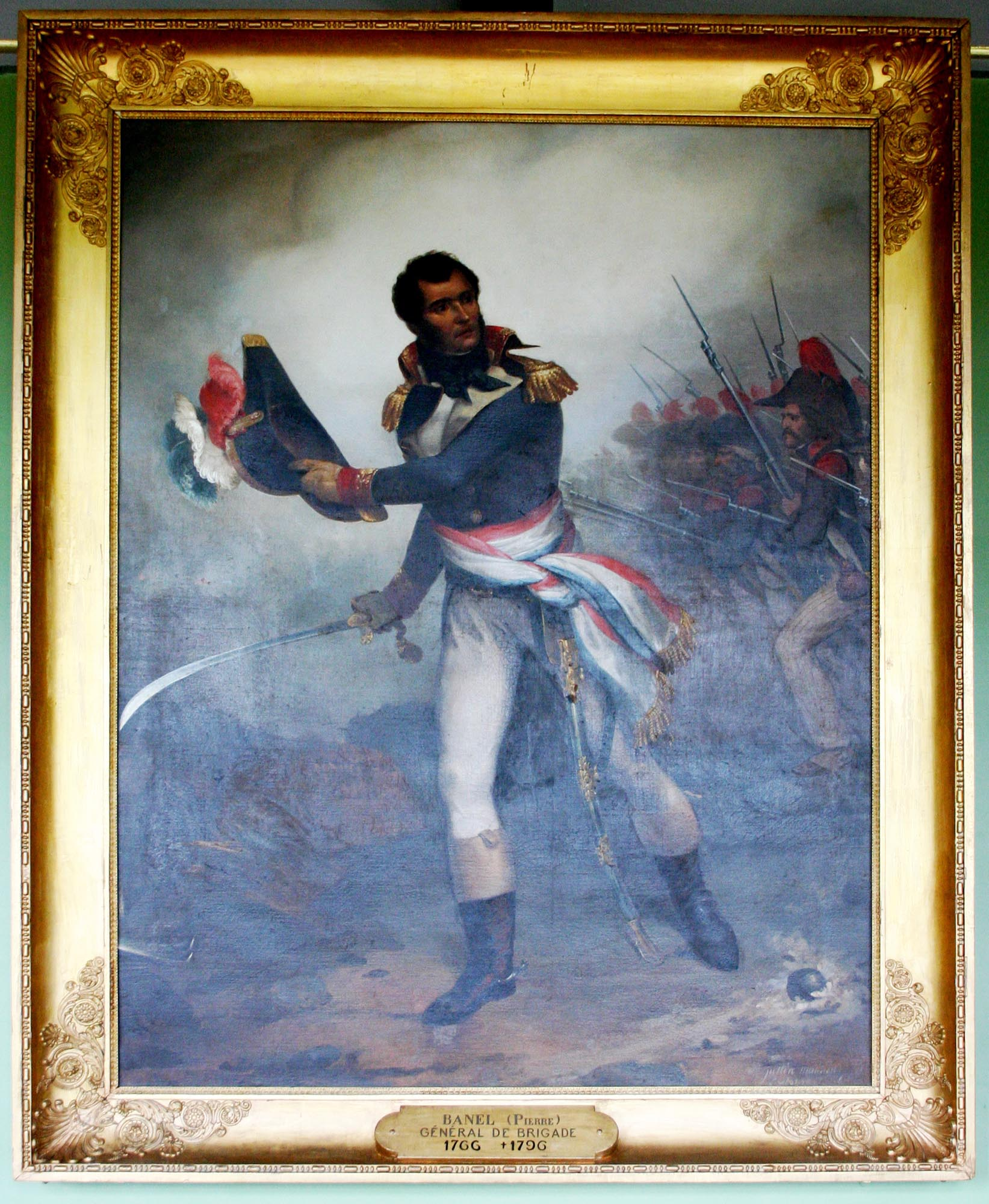
Le général de brigade Banel menant ses troupes à l'assaut.

Vers 9 heures, Joubert est arrêté au niveau du château en ruine de Cosseria que défendent les Piémontais. Bonaparte envoie alors un émissaire sommer verbalement Provera de se rendre, et, sur son refus, fait battre la position par 4 pièces d’artillerie et 1 obusier. Le premier assaut est mené par Banel qui, avec la 39e demi-brigade, monte au pas de charge jusqu’au mur d’enceinte du château à la tête de ses troupes. À vingt pas des murs, Provera ordonne le tir. Les Français sont fixés sur place. L’assaut aura duré 20 minutes. 11 heures, Quesnel avec la 69e demi-brigade et Joubert avec la 3e demi-brigade légère relancent l’assaut mais cette fois, on s’arrête à distance de tir. Cette attaque durera 5 minutes. Bonaparte somme une nouvelle fois mais par écrit Provera de se rendre. Celui-ci demande à lui parler, mais le bruit d’une vive canonnade vers Dego oblige le général français à s’absenter, laissant Augereau parlementer avec Provera.
Ménard, avec la 8e, escalade les montagnes qui se trouvent sur la droite de Cosseria du côté de Cengio, culbute les postes ennemis et les rejette à deux lieues de là. Vers 14 heures, lassé d’attendre la réponse de Provera, Augereau fait tirer quelques pièces sur le château. Provera donne sa réponse : il ne se rend pas. Vers 15 heures, un troisième assaut est ordonné contre la position par Augereau avec trois colonnes : Joubert avec la 3e demi-brigade légère au centre, Banel avec les 39e et 51e demi-brigades à l’est, et Quesnel avec la 69e à l’ouest. Dès lors, la lutte devient acharnée et les pertes françaises sont considérables ; une avalanche de pierres s’abat sur les soldats, occasionnant de nombreux blessés. Le colonel et marquis Filippo del Carretto y laisse la vie alors que ses troupes défendent la place avec acharnement. Les généraux Banel et Quesnel sont tués, Joubert est blessé. La nuit mettra fin aux combats. Vers 23 heures, Augereau fait envoyer une troisième et dernière sommation à Provera.

### 14 avril 1796
Provera accepte cette fois l'offre de reddition, à court de vivres et n’ayant pas reçu de secours du général en chef piémontais Colli. Bonaparte, ne laissant qu'une demi-brigade à Augereau, ramène ses forces contre Dego. L’ennemi occupe toujours les montagnes qui s’étendent de Cosseria à Cairo. La 8e joignit l’ennemi, appuyée par la brigade Dommartin. L'attaque menée de concert met l'ennemi en déroute et permet la capture de 4 à 500 prisonniers.

## Pertes
Au terme des combats, les Austro-Piémontais totalisent 100 tués ou blessés. 37 officiers, dont Provera, et 1 134 soldats sont faits prisonniers. Les Français comptent 600 tués ou blessés.